# Iron Galaxy
Iron Galaxy Studios, LLC é um estúdio de desenvolvimento de jogos eletrônicos americano com sede em Chicago, Illinois, com estúdios adicionais em Orlando, Flórida e Nashville, Tennessee. A Iron Galaxy frequentemente colabora com editoras e desenvolvedores para fornecer "consultoria técnica", para portar jogos para diferentes plataformas, co-desenvolvimento, desenvolvimento líder e suporte.
A Iron Galaxy é mais conhecida por seu desenvolvimento principal do Rumbleverse e Killer Instinct (jogo de vídeo de 2013) Temporadas 2 e 3, bem como seu trabalho de portabilidade para jogos de PC e console.

## História

### Primeiro projeto
A Iron Galaxy foi fundada por Dave Lang em 2008 como um estúdio de suporte e consultoria técnica por contrato. Lang trabalhou para a Midway Games por vários anos antes de usar seus contatos na Capcom para conseguir trabalho portando jogos como Bionic Commando e Dark Void.
Lang finalmente conseguiu ganhar a confiança da Capcom e a Iron Galaxy desenvolveu Street Fighter III: 3rd Strike Online Edition, lançado em 2011. A Capcom também contratou a Iron Galaxy para portar Marvel vs Capcom Origins e DarkStalkers Resurrection.

### Jogos originais
Em 2011, a Microsoft abordou a Iron Galaxy para lançar um jogo original para o Kinect. A empresa desenvolveu um conceito em que o jogador usa controles de movimento para destruir castelos, semelhante ao Angry Birds. A Iron Galaxy lançou Wreckateer, sua primeira propriedade original, em julho de 2012.
Em 2013, a Iron Galaxy se uniu à One True Game Studios para lançar o jogo de luta de paródia Divekick no PlayStation 3, Vita e Windows. Um segundo estúdio em Orlando foi aberto para auxiliar no desenvolvimento. Uma versão atualizada do jogo, chamada Divekick: Addition Edition, foi lançada no PlayStation 4 e Xbox One.

### Jogos Arkham
Iron Galaxy trabalhou no port do Windows de Batman: Arkham Origins. Após o lançamento em 2013, a versão para PC sofreu com vários bugs e problemas de desempenho. Depois que algumas correções iniciais foram lançadas, a Warner Bros. Games anunciou em fevereiro de 2014 que não resolveria muitos dos problemas persistentes do jogo.
em 2015, a iron galaxy voltou a trabalhar na porta para pc de batman: Arkham Knight. No entanto, esta versão do jogo foi atormentada por sérios problemas de desempenho. Poucos dias após o lançamento, a WB retirou o jogo das vendas. Relatórios indicaram que a Warner Bros. sabia do péssimo estado do jogo e decidiu lançá-lo de qualquer maneira. A Rocksteady, desenvolvedora das versões de console, trabalhou para consertar os problemas da porta para PC. Após quatro meses, Arkham Knight foi colocado à venda novamente em outubro.

### Killer Instinct reinicialização
Iron Galaxy estava inicialmente na corrida para trabalhar na reinicialização de 2013 de Killer Instinct. De acordo com Lang, eles chegaram à rodada final, mas acabaram sendo preteridos devido ao seu comprometimento em Wreckateer. No entanto, após a compra da Double Helix Games pela Amazon em 2014, a Microsoft contratou a Iron Galaxy como a nova desenvolvedora permanente do Killer Instinct.
Sob a Iron Galaxy, a segunda temporada foi lançada em outubro de 2014 e a terceira temporada em março de 2016. Uma atualização de 10º aniversário também foi lançada em 2023, que adicionou suporte a 4K, balanceamento atualizado e melhorou a combinação de partidas.
Em janeiro de 2015, a Gearbox anunciou o Borderlands Handsome Collection, que trouxe Borderlands 2 e Borderlands: The Pre-Sequel para PlayStation 4 e Xbox One. A Iron Galaxy foi uma das desenvolvedoras que cuidou da porta.

### Expansão como publicadora
Em 2015, a Iron Galaxy também se expandiu para a publicação sob seu próprio selo. Lançou Capsule Force em 2015 e Videoball de Tim Roger em 2016. No entanto, a iniciativa acabou falhando e um terceiro jogo, Gunsport, levou vários anos para ser concluído.

### Mudanças executivas
Em julho de 2016, Adam Boyes tornou-se CEO da Iron Galaxy, substituindo o cofundador Dave Lang, que permaneceu para supervisionar protótipos e desenvolvimento de negócios. A empresa tinha 130 funcionários na época.
Em junho de 2017, a Iron Galaxy anunciou Extinction, seu primeiro jogo de preço integral, publicado pela Maximum Games. O jogo foi lançado para PC, PlayStation 4 e Xbox One em 10 de abril de 2018. Chelsea Blasko foi elevada a Co-CEO em outubro de 2020.

### Port para Nintendo Switch
Após o lançamento do Nintendo Switch, a Iron Galaxy conseguiu encontrar um nicho para portar títulos de alto nível para o console. O estúdio trabalhou com a Bethesda para portar The Elder Scrolls V: Skyrim em 2017. Em 2018, trabalhou com a Blizzard para lançar Diablo III no Switch. A porta levou apenas nove meses para ser desenvolvida[30] e recebeu críticas positivas dos críticos.
Depois disso, a Iron Galaxy trabalhou nas versões de 2019 de Dauntless e Overwatch e a conversão Apex Legends em 2021. Foi também um dos estúdios de apoio que ajudou a Retro Studios em 2023 Metroid Prime Remastered.

### Rumbleverse
Em dezembro de 2021, a empresa revelou o Rumbleverse, um jogo battle royale gratuito com temática de luta livre. A Epic Games seria a editora com lançamento em fevereiro de 2022. A Iron Galaxy lançou o jogo em 2017 e levou três anos para desenvolvê-lo completamente. A essa altura, a empresa tinha 230 funcionários, com 80 pessoas trabalhando no Rumbleverse. No entanto, em janeiro de 2022, o jogo foi adiado indefinidamente, embora os testes de jogo continuassem.
Só em julho o jogo recebeu uma nova data de lançamento. Rumbleverse foi lançado em agosto de 2022, mas nunca viu o sucesso de que precisava para sobreviver. Em janeiro de 2023, a Iron Galaxy anunciou que o jogo seria encerrado no mês seguinte — seis meses após o lançamento. Aqueles que pagaram pela moeda do jogo ou pelo Passe de Batalha seriam elegíveis para um reembolso. Uma versão para o Nintendo Switch estava em desenvolvimento na época. Apesar de algum hype inicial, o jogo acabou sofrendo devido à competição de jogos similares, modos multijogador limitados, sua exclusividade para a Epic Games Store e a falta de interesse da comunidade de streaming. No final, o jogo não conseguiu gerar a receita necessária para se manter à tona.

### Pós-Rumbleverse
Apesar do fracasso de alto nível do Rumbleverse, a Iron Galaxy conseguiu evitar demissões ao realocar desenvolvedores e reconectar-se com clientes contratados, como a Naughty Dog. Ele cuidou da porta para PC da coleção Uncharted: Legacy of Thieves em 2022. A Iron Galaxy então trabalhou na versão para PC de 2023 de The Last of Us Part 1. Inicialmente previsto para ser lançado em 3 de março, foi adiado por três semanas até 23 de março. O jogo provou estar em péssimo estado quando foi lançado. A Iron Galaxy retornará ao trabalho no porto de The Last of Us Part II.
Em 2022, a Iron Galaxy abriu um novo estúdio em Nashville, Tennessee. Em abril de 2024, mudou-se para um espaço maior. Os planos para um novo estúdio em Austin foram anunciados, mas posteriormente adiados após o fechamento do Rumbleverse.
Boyes deixou o cargo de co-CEO em agosto de 2024 e Blasko permaneceu como único CEO da empresa. Em fevereiro de 2025, a Iron Galaxy anunciou que demitiria 66 desenvolvedores e equipe de suporte como um "último recurso" para a empresa se manter à tona.

## Jogos

### Jogos originais
| Ano  | Título                       | Plataforma(s)                                                                               | Ref.   |
| ---- | ---------------------------- | ------------------------------------------------------------------------------------------- | ------ |
| 2012 | Wreckateer                   | Xbox 360                                                                                    | [ 53 ] |
| 2013 | Divekick                     | Microsoft Windows, PlayStation 3                                                            | [ 54 ] |
| 2014 | Divekick: Addition Edition   | PlayStation 4, Xbox One                                                                     | [ 55 ] |
| 2016 | Killer Instinct Season Two   | Microsoft Windows, Xbox One                                                                 | [ 56 ] |
| 2016 | Killer Instinct Season Three | Microsoft Windows, Xbox One                                                                 | [ 57 ] |
| 2018 | Extinction                   | Microsoft Windows, PlayStation 4, Xbox One                                                  | [ 58 ] |
| 2022 | Rumbleverse                  | Microsoft Windows, PlayStation 4, PlayStation 5, Xbox One, Xbox Series X/S                  | [ 59 ] |
| 2025 | Tony Hawk's Pro Skater 3 + 4 | Microsoft Windows, PlayStation 4, PlayStation 5, Xbox One, Xbox Series X/S, Nintendo Switch | [ 60 ] |

### Jogos publicados
| Ano  | Título        | Plataforma(s)                              | Ref.   |
| ---- | ------------- | ------------------------------------------ | ------ |
| 2015 | Capsule Force | Microsoft Windows, PlayStation 4           | [ 23 ] |
| 2016 | Videoball     | Microsoft Windows, PlayStation 4, Xbox One | [ 61 ] |

### Port e trabalho de suporte
| Ano  | Título                                        | Plataforma(s)                                     | Ref.   |
| ---- | --------------------------------------------- | ------------------------------------------------- | ------ |
| 2009 | Snood                                         | iOS                                               | [ 34 ] |
| 2009 | Bionic Commando                               | Xbox 360                                          | [ 3 ]  |
| 2010 | Kinect Adventures                             | Xbox 360                                          | [ 62 ] |
| 2010 | Dark Void                                     | PlayStation 3, Xbox 360                           | [ 61 ] |
| 2010 | Supreme Commander 2                           | Xbox 360                                          | [ 34 ] |
| 2010 | The Lord of the Rings Online                  | Microsoft Windows                                 | [ 34 ] |
| 2010 | BioShock 2                                    | PlayStation 3                                     | [ 3 ]  |
| 2010 | Tron: Evolution                               | PlayStation 3                                     | [ 34 ] |
| 2010 | Sleeping Dogs                                 | PlayStation 3, Xbox 360                           | [ 62 ] |
| 2011 | You Don't Know Jack                           | Microsoft Windows, PlayStation 3, Wii, Xbox 360   | [ 2 ]  |
| 2011 | BioShock 2: Minerva's Den                     | Microsoft Windows                                 |        |
| 2011 | Street Fighter III: 3rd Strike Online Edition | PlayStation 3, Xbox 360                           | [ 2 ]  |
| 2011 | Scribblenauts Remix                           | Android, iOS                                      | [ 63 ] |
| 2011 | Ms. Splosion Man                              | Windows Phone                                     | [ 64 ] |
| 2011 | The Lord of the Rings: War in the North       | PlayStation 3                                     | [ 34 ] |
| 2012 | Back to the Future: The Game                  | Wii                                               | [ 62 ] |
| 2012 | Borderlands 2                                 | PlayStation Vita                                  | [ 65 ] |
| 2012 | Marvel vs. Capcom Origins                     | PlayStation 3, Xbox 360                           | [ 66 ] |
| 2013 | Darkstalkers Resurrection                     | PlayStation 3, Xbox 360                           | [ 67 ] |
| 2013 | BioShock Infinite                             | PlayStation 3, Xbox 360                           | [ 68 ] |
| 2013 | Dungeons & Dragons: Chronicles of Mystara     | Microsoft Windows, PlayStation 3, Wii U, Xbox 360 | [ 69 ] |
| 2013 | Epic Citadel                                  | Android                                           | [ 34 ] |
| 2013 | Batman: Arkham Asylum                         | Microsoft Windows                                 | [ 49 ] |
| 2013 | Batman: Arkham City                           | Microsoft Windows                                 | [ 70 ] |
| 2013 | Batman: Arkham Origins                        | Microsoft Windows, PlayStation 3, Xbox 360        | [ 71 ] |
| 2013 | Enslaved: Odyssey to the West                 | Microsoft Windows, PlayStation 3                  | [ 34 ] |
| 2013 | Crimson Dragon                                | Xbox One                                          | [ 34 ] |
| 2014 | D4: Dark Dreams Don't Die                     | Xbox One                                          | [ 70 ] |
| 2014 | Destiny                                       | PlayStation 3                                     | [ 1 ]  |
| 2014 | The Elder Scrolls Online: Tamriel Unlimited   | Xbox One, PlayStation 4                           | [ 72 ] |
| 2015 | Borderlands: The Handsome Collection          | Xbox One, PlayStation 4                           | [ 22 ] |
| 2015 | Batman: Arkham Knight                         | Microsoft Windows                                 | [ 73 ] |
| 2015 | Deadpool                                      | PlayStation 4, Xbox One                           | [ 70 ] |
| 2015 | Destiny: The Taken King                       | Xbox 360                                          | [ 34 ] |
| 2016 | Lichdom: Battlemage                           | Xbox One                                          | [ 62 ] |
| 2016 | 7 Days to Die                                 | Xbox One, PlayStation 4                           | [ 70 ] |
| 2016 | Dreadnought                                   | Microsoft Windows, PlayStation 4                  | [ 74 ] |
| 2016 | Alekhine's Gun                                | Xbox One                                          | [ 62 ] |
| 2016 | Dungeon Defenders II                          | Xbox One, PlayStation 4                           | [ 62 ] |
| 2017 | Batman: Arkham Underworld                     | IOS, Android                                      | [ 62 ] |
| 2017 | The Elder Scrolls V: Skyrim                   | Nintendo Switch                                   | [ 75 ] |
| 2017 | The Elder Scrolls V: Skyrim VR                | Microsoft Windows                                 |        |
| 2017 | Fallout 4 VR                                  | Microsoft Windows                                 | [ 62 ] |
| 2018 | Conan Exiles                                  | Xbox One                                          | [ 76 ] |
| 2018 | Fortnite                                      | PlayStation 4, Xbox One, iOS                      | [ 75 ] |
| 2018 | Quake Champions                               | Microsoft Windows                                 | [ 34 ] |
| 2018 | Crash Bandicoot N. Sane Trilogy               | Microsoft Windows                                 | [ 77 ] |
| 2018 | Diablo III                                    | Nintendo Switch                                   | [ 78 ] |
| 2018 | Fallout 76                                    | Microsoft Windows, Xbox One, PlayStation 4        | [ 79 ] |
| 2019 | Spyro Reignited Trilogy                       | Microsoft Windows                                 | [ 3 ]  |
| 2019 | Overwatch                                     | Nintendo Switch                                   | [ 78 ] |
| 2019 | Dauntless                                     | Nintendo Switch                                   | [ 80 ] |
| 2021 | Apex Legends                                  | Nintendo Switch                                   | [ 34 ] |
| 2022 | Uncharted: Legacy of Thieves Collection       | Microsoft Windows                                 | [ 3 ]  |
| 2023 | Metroid Prime Remastered                      | Nintendo Switch                                   | [ 81 ] |
| 2023 | The Last of Us Part I                         | Microsoft Windows                                 | [ 82 ] |
| 2023 | Tony Hawk's Pro Skater 1 + 2                  | Microsoft Windows                                 | [ 83 ] |
| 2025 | The Last of Us Part II Remastered             | Microsoft Windows                                 | [ 84 ] |